# Emiri del Qatar

## Emiri del Qatar (1851-oggi)
La seguente è la lista degli emiri del Qatar, appartenenti alla dinastia Al Thani:
| Nome                                                                              | Regno            | Regno            | Note                                                                    | Primi ministri                           |
| Nome                                                                              | Dal              | Al               | Note                                                                    | Primi ministri                           |
| --------------------------------------------------------------------------------- | ---------------- | ---------------- | ----------------------------------------------------------------------- | ---------------------------------------- |
| Mohammed bin Thani (Fuwayrit, 1788 circa - Doha, 18 dicembre 1878                 | 1851             | 1878             |                                                                         |                                          |
| Jassim bin Mohammed al-Thani (Qatar, 1825 – Lusail, 17 luglio 1913)               | 1878             | 17 luglio 1913   |                                                                         |                                          |
| Abdullah bin Jassim al-Thani (Doha, 1880 – 25 aprile 1957)                        | 17 luglio 1913   | 20 agosto 1949   | Abdicò; morì il 25 aprile 1957                                          |                                          |
| Ali bin Abdullah al-Thani (Doha, 5 giugno 1895 – Beirut, 31 agosto 1974)          | 20 agosto 1949   | 24 ottobre 1960  | Abdicò; morì 31 agosto 1974                                             |                                          |
| Ahmad bin Ali al-Thani (Doha, 1920 – Londra, 25 novembre 1977)                    | 24 ottobre 1960  | 22 febbraio 1972 | Deposto dal cugino Khalifa bin Hamad al-Thani; morì il 25 novembre 1977 |                                          |
| Ahmad bin Ali al-Thani (Doha, 1920 – Londra, 25 novembre 1977)                    | 24 ottobre 1960  | 22 febbraio 1972 | Deposto dal cugino Khalifa bin Hamad al-Thani; morì il 25 novembre 1977 | Khalifa bin Hamad al-Thani               |
| Khalifa bin Hamad al-Thani (Ar Rayyan, 17 settembre 1932 – Doha, 23 ottobre 2016) | 22 febbraio 1972 | 27 giugno 1995   | Deposto dal figlio Hamad bin Khalifa al-Thani; morì il 23 ottobre 2016  |                                          |
| Hamad bin Khalifa al-Thani (Doha, 1º gennaio 1952 – vivente)                      | 27 giugno 1995   | 25 giugno 2013   | Abdica in favore del figlio                                             | Hamad bin Khalifa al-Thani               |
| Hamad bin Khalifa al-Thani (Doha, 1º gennaio 1952 – vivente)                      | 27 giugno 1995   | 25 giugno 2013   | Abdica in favore del figlio                                             | Abdullah bin Khalifa al-Thani            |
| Hamad bin Khalifa al-Thani (Doha, 1º gennaio 1952 – vivente)                      | 27 giugno 1995   | 25 giugno 2013   | Abdica in favore del figlio                                             | Hamad bin Jassim bin Jaber al-Thani      |
| Tamim bin Hamad al-Thani (Doha, 3 giugno 1980 – vivente)                          | 25 giugno 2013   | Presente         |                                                                         | Abdullah bin Nasser bin Khalifa al-Thani |